# Claudia Leitte
Cláudia Cristina Leite Inácio Pedreira  (sinh ngày 10 tháng 7 năm 1980) là một ca sĩ, nhạc sĩ, doanh nhân và nhân vật truyền hình người Brasil. Cô nổi tiếng vào cuối năm 2002 với tư cách là ca sĩ chính của nhóm nhạc Axé Babado Novo. Nhóm đã đạt được một chuỗi đĩa đơn liên tiếp được chứng nhận trạng thái đĩa kim cương ở Brasil và đồng thời sở hữu năm album vàng và bạch kim từ năm 2003 đến năm 2007, được cấp bởi Hiệp hội các nhà sản xuất thu âm Brasil (ABPD).

## Tiểu sử
Cláudia Cristina Leite Inácio được sinh ra ở São Gonçalo, Rio de Janeiro, đến Ilna Leite và Cláudio Inácio. Gia đình cô sống ở São Paulo và đang đến thăm São Gonçalo vào thời điểm cô sinh ra. Trong vòng năm ngày kể từ khi Leitte chào đời, gia đình cô chuyển đến Salvador, Bahia, quê hương của mẹ cô. Cô có một em trai tên là Cláudio Junior.
Leitte bắt đầu làm việc như một nghệ sĩ giải trí cho trẻ em. Vào thời điểm đó, cô đã được ghi danh vào các lớp học tôn giáo của nhà thờ trong khi vẫn còn học trung học. Leitte thường bí mật bỏ qua nhà thờ để tham gia các lớp học khiêu vũ và diễn xuất. Trước khi trở thành một ca sĩ chuyên nghiệp toàn thời gian, cô đã thử học luật, truyền thông và âm nhạc tại trường đại học - chỉ để bỏ học sau đó. Cô ấy sẽ đi đến trường đại học vào buổi sáng và đánh các quán bar và lễ hội cho các hợp đồng hát nhỏ vào ban đêm. Ban đầu, gia đình cô không ủng hộ mong muốn nghệ thuật của cô, nhưng cuối cùng họ đã thay đổi suy nghĩ sau một thời gian khủng hoảng tài chính, trong đó công việc của Leitte đã chứng minh một con số thiết yếu cho thu nhập của gia đình. Leitte sau đó đã gia nhập ngành công nghiệp của mình như là một giọng ca ủng hộ cho ca sĩ địa phương Nando Borges.
Trong những năm 1990, cô đã làm việc trong nhiều nhóm trước khi thành lập và tạo dựng tên tuổi cho mình ở Babado Novo, đáng chú ý nhất là Companhia do Pagode và Nata do Samba, nơi cô gặp guitarist và nhạc sĩ Sérgio Rocha, người đã trở thành giám đốc âm nhạc cho Babado Novo và phần lớn sự nghiệp solo của Leitte.

## Sự nghiệp
Leitte bắt đầu sự nghiệp solo và phát hành album solo đầu tay Ao Vivo em Copacabana (2008), thu âm trực tiếp trước đám đông hơn một triệu người. Album đã được trao chứng nhận trạng thái đĩa vàng và ba giải bạch kim, điều này khiến cô trở thành một trong những ngôi sao vĩ đại nhất của Brasil. Đĩa đơn đầu tiên trong album, "Exttravasa", đứng vị trí số 1 trên bảng xếp hạng Brasil - trở thành một trong những đĩa đơn bán chạy nhất trong năm cùng với bài hát radio đứng đầu. 2010 đã phát hành album phòng thu đầu tiên của Leitte, As Máscaras, đứng đầu bảng xếp hạng album Brasil của Billboard và giành được đề cử Album nhạc Pop đương đại xuất sắc nhất tại Latin Grammy. Cùng với Pitbull và Jennifer Lopez, cô đã thu âm "We Are One (Ole Ola)", là bài hát chính thức của FIFA World Cup 2014.
Với hơn 38 triệu người theo dõi trên Facebook, Instagram và Twitter, cô là một trong những nữ diễn viên quyền lực và nổi tiếng nhất ở Brasil và Mỹ Latinh, đã bán được hơn 2 triệu bản thu âm và là người nhận nhiều giải thưởng bao gồm cả giải Grammy Latin và ba Giải thưởng Âm nhạc Thế giới được đề cử chỉ riêng trong năm 2014. Bên cạnh sự nghiệp âm nhạc của mình, kể từ năm 2012, cô cũng là huấn luyện viên và cố vấn cho chương trình The Voice của Brasil và những thí sinh tham gia chương trình.

## Sản phẩm âm nhạc
- As Máscaras
- Ao Vivo em Copacabana
- Negalora: Íntimo
- Axemusic - Ao Vivo
- Sette

## Tour diễn
- Exttravasa Tour (2008–2009)
- Beija Eu Tour (2009)
- Sette Tour (2009–10)
- O Samba Tour (2010)
- Rhytmos Tour (2010)
- Claudia Leitte Tour (2011–12)
- Sambah Tour (2012–13)
- AXEMUSIC Tour (2014)
- Sette2 Tour (2014–16)
- Corazón Tour (2016–17)
- Claudia 10 Tour (2017-...)